# Манека (футболист)
Мануэ́л Мари́ньо А́лвес (порт. Manuel Marinho Alves; 28 января 1926, Салвадор, Баия — 28 июня 1961, Рио-де-Жанейро), более известный под именем Мане́ка (порт. Maneca) — бразильский футболист, играл на месте крайнего нападающего.

## Карьера
Манека начал свою карьеру в клубе «Галисия», затем играл за «Виторию» из Салвадора. В составе Витории Манека провёл два сезона, после чего перешёл в клуб «Васко да Гама». В этом клубе Манека был футболистом, который всегда подменял травмированных партнёров. С «Васко» Манека выиграл 4 чемпионата штата Рио-де-Жанейро и клубный чемпионат Южной Америки.
В 1950 году Тезоуринья правый нападающий «Васко» и сборной Бразилии получил тяжёлую травму, и Манека заменил его в клубе и сборной страны. Он был участником чемпионата мира, на котором провёл 4 игры и забил 1 гол, но в финале Манека не играл. Всего за сборную Бразилии Манеко провёл 7 матчей и забил 2 гола. После «Васко» Манека вернулся в «Виторию», став с командой чемпионом штата. Затем играл за «Бангу», а завершил карьеру в 1957 году в «Галисии», после полученной травмы колена.
Манеко умер 28 июня 1961 года, совершив самоубийство, приняв цианид ртути в доме своей невесты Пенья Феррейры. Его доставили в тяжёлом состоянии в больницу Мигеля Коуто, где он скончался.

## Достижения
- Чемпион штата Баия: 1943, 1956
- Чемпион штата Рио-де-Жанейро: 1947, 1949, 1950, 1952
- Чемпион Южной Америки среди клубов: 1948
- Обладатель кубка Освалдо Круза: 1950